# Palazzo Del Grillo
Le Palazzo Del Grillo, également connu comme Palazzo Del Grillo Robilant, est un palais situé sur la Piazza del Grillo dans le rione Monti de Rome.

## Histoire
Construit au XVIIe siècle, le palais a une belle façade avec une grande porte baroque et deux corps avancés : celui de gauche, relié à la façade par un passage voûté appelé dei Conti, a cinq étages et incorpore une ancienne tour médiévale préservée ; celui de droite a trois étages. La tour médiévale, également appelée Torre della Miliziola pour la distinguer de la Torre delle Milizie, beaucoup plus grande et située à proximité, a été construite en 1223 par la famille Carboni. La tour fut ensuite transférée à la famille Conti. En 1675, elle fut achetée par la famille Grillo  qui l'incorpora au palais en y ajoutant le couronnement original avec des corbeaux, comme l'indique l'inscription commémorative EX MARCHIONE DE GRILLIS, alternative de Torre del Grillo. Le palais est ensuite passé aux mains de la famille De Robilant.
Le peintre Renato Guttuso vivait dans le palais.

## Description
La partie centrale du bâtiment suit le tracé de Salita del Grillo et les deux corps avancés font face à la Via degli Ibernesi et à la Via di Campo Carleo ; la famille Grillo s'enorgueillissait de son jardin, toujours existant, orné de fontaines, de nymphées et de sculptures baroques. Dans le jardin se trouve un portail orné de quatre colonnes entourées de grappes et de statues de Minerve et de Mercure. À l'intérieur, le palais conserve une chapelle et une galerie ornée de stucs blancs classiques.

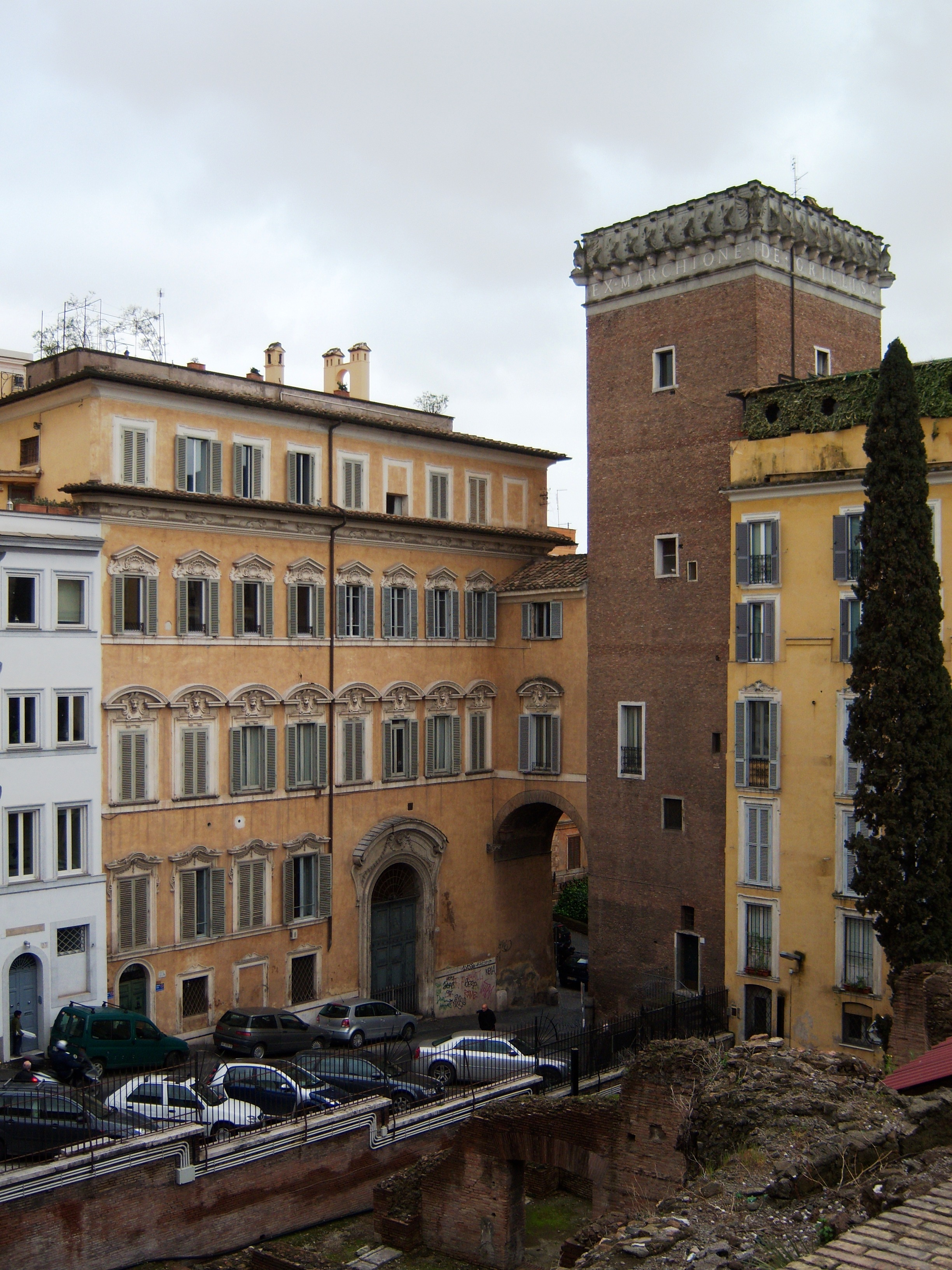
Vue arrière.
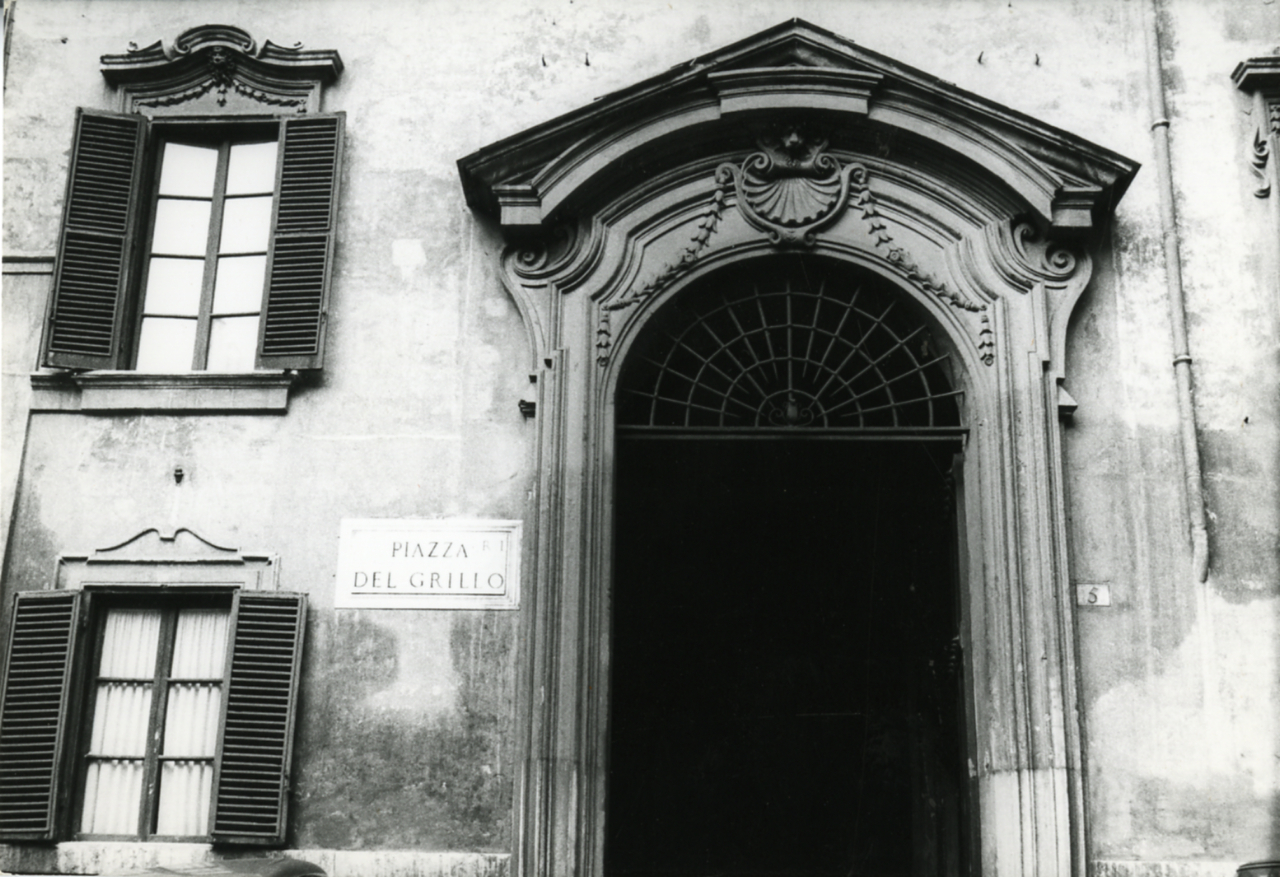
Portail d'entrée.  Photo de Paolo Monti , 1969.